# 5. Jozef Gabčík Különleges Ezred
Az 5. Pluk špeciálneho určenia 5. PŠU (5. Pluk špeciálneho určenia Jozefa Gabčíka)  (magyarul: 5. Különleges Ezred) a  Szlovák Fegyveres Erők  elitalakulata. Létrehozása a Szlovák Köztársasággal egyidejűleg ment végbe 1993-ban, a csehszlovák ejtőernyősök tradícióját követve.

## Története
1993 és 1995 között 3. Különleges Erők Csoportja néven működött. 1995-ben átszervezték és hivatalosan az 5. Jozef Gabčík Különleges Ezred nevet kapta. 2002 óta az ezred a Szlovák Fegyveres Erők elitalakulata. 

## Felépítése
- Törzs
  - Műveleti Csoport
  - Vezetéstámogató század
  - Információvédelmi csoport és titkosírók

- 5 különleges felderítő különítmény (4 különleges harci különítmény + 1 különleges támogató különítmény),

- Kiképző alegység

- Különleges rádiós század
- Technikai csoport
- Ezredellátó

Az ezred teljes létszáma kb. 450 fő. 
Mindegyik különleges felderítő raj 10 katonából áll össze (a csoportokban két eü katona és két tiszt, mesterlövész, rádió kezelő, technikus és műszakis is található). 
A különleges támogató különítmény a következő támogatásokat nyújtja a csoportnak: mesterlövész (csoportonként 9 fő), harci búvár csoport és egy páncéltörő csoport.